# All Day
"All Day" é o terceiro clipe lançado pelo cantor australiano Cody Simpson. A canção foi escrita apenas por Simpson, e foi produzida por Shawn Campbell. Esse é o terceiro single do álbum de estreia do cantor, 4 U a canção já tinha sido revelada alguns meses antes, mas o clipe foi produzido apenas no ano de 2011 e lançado digitalmente em 23 de fevereiro de 2011.

## Videoclipe
O vídeo da música "All Day" foi lançado em 23 de fevereiro de 2011, e foi gravado em um estúdio privado na Austrália. A música foi criticada pelo público por ser semelhante à do cantor pop Justin Bieber. 
O vídeo começa com várias pessoas pulando e dando giros no ar, a partir dai ele tira os óculos e começa a cantar. Numa parte do videoclipe, Cody dança com algumas pessoas em um palco. O clipe tem uma semelhança com o do cantor Greyson Chance: o vídeo de Greyson Chance tem chuva, e o vídeo de Cody também.

## Paradas musicais
| Parada (2011)                                  | Melhor posição |
| ---------------------------------------------- | -------------- |
| Bélgica - Belgian Tip Singles Chart (Flanders) | 18             |